# Lista de personagens de The Crown
A seguir apresenta-se a lista dos personagens históricos e elenco de The Crown, uma série de televisão em formato websérie de drama biográfico, criada e escrita por Peter Morgan para a Netflix. A série é uma história biográfica sobre o reinado da Rainha Elizabeth II do Reino Unido.
A primeira temporada foi disponibilizada em 4 de novembro de 2016 e contém dez episódios, e cobre o período inicial do casamento de Elizabeth com Philip, o Duque de Edimburgo em 1947 até a desintegração do noivado da irmã da rainha, a Princesa Margaret, com o Capitão do Grupo da RAF Peter Townsend em 1955. A segunda temporada foi lançada em 8 de dezembro de 2017 e aborda o período da Crise de Suez em 1956 até a aposentadoria do primeiro-ministro Harold Macmillan em 1963 e o nascimento do Príncipe Edward em 1964. A terceira temporada teve seu lançamento em 17 de novembro de 2019 e ocorre nos anos entre 1964 à 1977, incluindo os dois períodos de mandatos de Harold Wilson como primeiro-ministro, e apresenta Camilla Shand. A quarta temporada da série foi lançada em 15 de novembro de 2020 e incluiu a estréia de Margaret Thatcher e Lady Diana Spencer. A quinta e sexta temporadas, que encerrarão a série, cobrirão o reinado da Rainha na década de 1990 e início do século 21. São esperados um total de 60 episódios, ao longo de seis temporadas.

## Personagens e elenco
Indicador para lista
     = Uma célula verde indica que o ator é um membro principal do elenco.
     = Uma célula vermelha indica que o ator é um membro recorrente do elenco. (3+ episódios)
     = Uma célula azul clara indica que o ator é um membro convidado do elenco. (1 episódio)
     = Uma célula amarela indica que o ator é um convidado especial do elenco. (1-2 episódios)

### Principal
Os seguintes personagens foram creditados como elenco principal nos créditos de abertura.
| Personagem                                                    | Temporadas e atores                     | Temporadas e atores                     | Temporadas e atores  | Temporadas e atores  | Temporadas e atores | Temporadas e atores |                  |
| ------------------------------------------------------------- | --------------------------------------- | --------------------------------------- | -------------------- | -------------------- | ------------------- | ------------------- | ---------------- |
| Personagem                                                    | 1ª                                      | 2ª                                      | 3ª                   | 4ª                   | 5ª                  | 6ª                  |                  |
| Rainha Elizabeth IIJovem Princesa Elizabeth                   | Claire Foy                              | Claire Foy                              | Olivia Colman        | Olivia Colman        | Imelda Staunton     | Imelda Staunton     |                  |
| Rainha Elizabeth IIJovem Princesa Elizabeth                   | Verity Russell                          |                                         | Verity Russell       | Claire Foy           |                     |                     |                  |
| Príncipe Philip, Duque de EdimburgoJovem Príncipe Philip      | Matt Smith                              | Matt Smith                              | Tobias Menzies       | Tobias Menzies       | Jonathan Pryce      | Jonathan Pryce      |                  |
| Príncipe Philip, Duque de EdimburgoJovem Príncipe Philip      |                                         | Finn Elliot                             | Finn Elliot          |                      |                     |                     |                  |
| Princesa Margaret, Condessa de SnowdonJovem Princesa Margaret | Vanessa Kirby                           | Vanessa Kirby                           | Helena Bonham Carter | Helena Bonham Carter | Lesley Manville     | Lesley Manville     |                  |
| Princesa Margaret, Condessa de SnowdonJovem Princesa Margaret | Beau Gadsdon                            |                                         | Beau Gadsdon         |                      |                     |                     |                  |
| Rainha Mary                                                   | Eileen Atkins                           |                                         |                      |                      |                     |                     |                  |
| Anthony Eden                                                  | Jeremy Northam                          | Jeremy Northam                          |                      |                      |                     |                     |                  |
| Rainha Elizabeth, A Rainha Mãe                                | Victoria Hamilton                       | Victoria Hamilton                       | Marion Bailey        | Marion Bailey        | Marcia Warren       | Marcia Warren       |                  |
| Peter Townsend                                                | Ben Miles                               | Ben Miles                               |                      |                      |                     |                     |                  |
| Louis Mountbatten                                             | Greg Wise                               | Greg Wise                               | Charles Dance        | Charles Dance        |                     |                     |                  |
| Rei George VI                                                 | Jared Harris                            | Jared Harris                            |                      |                      |                     |                     |                  |
| Winston Churchill                                             | John Lithgow                            | John Lithgow                            | John Lithgow         |                      |                     |                     |                  |
| Príncipe Edward, Duque de Windsor                             | Alex Jennings                           | Alex Jennings                           | Derek Jacobi         |                      |                     |                     |                  |
| Wallis, Duquesa de Windsor                                    | Lia Williams                            | Lia Williams                            | Geraldine Chaplin    |                      |                     |                     |                  |
| Harold Macmillan                                              |                                         | Anton Lesser                            |                      |                      |                     |                     |                  |
| Antony Armstrong-Jones                                        |                                         | Matthew Goode                           | Ben Daniels          |                      |                     |                     |                  |
| Harold Wilson                                                 |                                         |                                         | Jason Watkins        |                      |                     |                     |                  |
| Anne, Princesa Real                                           | Grace e Amelia Gilmour (não creditadas) | Grace e Amelia Gilmour (não creditadas) | Erin Doherty         | Erin Doherty         | Claudia Harrison    | Claudia Harrison    | Claudia Harrison |
| Anne, Princesa Real                                           | Lyla Barrett-Rye                        |                                         | Erin Doherty         | Erin Doherty         | Claudia Harrison    | Claudia Harrison    | Claudia Harrison |
| Charles, Príncipe de Gales                                    | Billy Jenkins                           | Billy Jenkins                           | Josh O'Connor        | Josh O'Connor        | Dominic West        | Dominic West        | Dominic West     |
| Charles, Príncipe de Gales                                    | Julian Baring                           |                                         | Josh O'Connor        | Josh O'Connor        | Dominic West        | Dominic West        | Dominic West     |
| Margaret ThatcherJovem Margaret Thatcher                      |                                         |                                         |                      | Gillian Anderson     |                     |                     |                  |
| Margaret ThatcherJovem Margaret Thatcher                      |                                         |                                         | Eva Feiler           |                      |                     |                     |                  |
| Diana, Princesa de Gales                                      |                                         |                                         |                      | Emma Corrin          | Elizabeth Debicki   | Elizabeth Debicki   |                  |
| Denis Thatcher                                                |                                         |                                         |                      | Stephen Boxer        |                     |                     |                  |
| Camilla Parker Bowles                                         |                                         |                                         | Emerald Fennell      | Emerald Fennell      | Olivia Williams     | Olivia Williams     |                  |
| John Major                                                    |                                         |                                         |                      |                      | Jonny Lee Miller    |                     |                  |

Notas:
1. ↑  Elliot é creditado com o elenco principal em "Paterfamilias" e como estrela convidada em "A Company of Men".
2. ↑  Baring é creditado com o elenco principal em "Paterfamilias" e como estrela convidada em outros dois episódios da temporada.

### Participação de Destaque
Os seguintes membros do elenco foram creditados nos títulos de abertura de até dois episódios em uma temporada.
| 1ª                             | 2ª              | 3ª                 | 4ª               |                  |
| Graham Sutherland              | Stephen Dillane |                    |                  |                  |
| Patricia Campbell              |                 | Gemma Whelan       |                  |                  |
| John Grigg, Lorde Altrincham   |                 | John Heffernan     |                  |                  |
| Billy Graham                   |                 | Paul Sparks        |                  |                  |
| John F. Kennedy                |                 | Michael C. Hall    |                  |                  |
| Jacqueline Kennedy             |                 | Jodi Balfour       |                  |                  |
| Kurt Hahn                      |                 | Burghart Klaußner  |                  |                  |
| Lyndon B. Johnson              |                 |                    | Clancy Brown     |                  |
| Princesa Alice de Battenberg   | Rosalind Knight | Sophie Leigh Stone | Jane Lapotaire   |                  |
| Edward Millward                |                 |                    | Mark Lewis Jones |                  |
| Robin Woods                    |                 |                    | Tim McMullan     |                  |
| Edward HeathJovem Edward Heath |                 |                    | Michael Maloney  |                  |
| Edward HeathJovem Edward Heath | Louis Zegrean   |                    |                  |                  |
| Andrew Parker Bowles           |                 |                    | Andrew Buchan    | Andrew Buchan    |
| Roddy Llewellyn                |                 |                    | Harry Treadaway  | Harry Treadaway  |
| Michael Fagan                  |                 |                    |                  | Tom Brooke       |
| Bob Hawke                      |                 |                    |                  | Richard Roxburgh |
| Derek Johnson                  |                 |                    |                  | Tom Burke        |
| Michael Shea                   |                 |                    |                  | Nicholas Farrell |

Notas:
1. ↑  Maloney é creditado como convidado especial em "Cri de Coeur".
2. ↑  Treadaway é creditado por arquivo de imagem em  "The Hereditary Principle".
3. ↑  Roxburgh é creditado como um ator principal em "Terra Nullius" e como convidado especial em "48:1".

### Recorrentes
Os seguintes personagens apareceram em dois ou mais episódios dentro de uma temporada.
| 1ª                                     | 2ª                 | 3ª                   | 4ª                 |                         |
| Lorde Salisbury                        | Clive Francis      | Clive Francis        |                    |                         |
| Tommy Lascelles                        | Pip Torrens        | Pip Torrens          | Pip Torrens        |                         |
| Martin Charteris                       | Harry Hadden-Paton | Harry Hadden-Paton   | Charles Edwards    | Charles Edwards         |
| Mike Parker                            | Daniel Ings        | Daniel Ings          |                    |                         |
| Margaret "Bobo" MacDonald              | Lizzy McInnerny    | Lizzy McInnerny      |                    |                         |
| Bernard, Duque de Norfolk              | Patrick Ryecart    | Patrick Ryecart      | Patrick Ryecart    |                         |
| Michael Adeane                         | Will Keen          | Will Keen            | David Rintoul      |                         |
| Doutor Weir                            | James Laurenson    | James Laurenson      |                    |                         |
| Cecil Beaton                           | Mark Tandy         | Mark Tandy           |                    |                         |
| Clementine Churchill                   | Harriet Walter     |                      |                    |                         |
| Jock Colville                          | Nicholas Rowe      |                      |                    |                         |
| Clement Attlee                         | Simon Chandler     |                      |                    |                         |
| Venetia Scott                          | Kate Phillips      |                      |                    |                         |
| Geoffrey, Arcebisbo de Canterbury      | Ronald Pickup      |                      |                    |                         |
| Harry Crookshank                       | Nigel Cooke        |                      |                    |                         |
| Roger Lumley, Lord Chamberlain         | Patrick Drury      |                      |                    |                         |
| Cyril Garbett, Arcerbispo de Iorque    | John Woodvine      |                      |                    |                         |
| Príncipe Henry, Duque de Gloucester    | Andy Sanderson     |                      | Michael Thomas     |                         |
| Rab Butler                             | Michael Culkin     | Michael Culkin       |                    |                         |
| Walter Monckton                        | George Asprey      | George Asprey        |                    |                         |
| O Mordomo da Rainha                    | James Hillier      | James Hillier        |                    |                         |
| Collins                                | Jo Stone-Fewings   |                      |                    |                         |
| Clarissa Eden                          | Anna Madeley       | Anna Madeley         |                    |                         |
| Michael Ramsey, Bispo de Durham        | Tony Guilfoyle     |                      |                    |                         |
| Billy Wallace                          | Nick Hendrix       | Tom Durant-Pritchard |                    |                         |
| Johnny Dalkeith                        | Josh Taylor        | Josh Taylor          |                    |                         |
| Colin Tennant                          | David Shields      | Pip Carter           | Richard Teverson   | Richard Teverson        |
| Bill Mattheson                         | Paul Thornley      |                      |                    |                         |
| Eileen Parker                          |                    | Chloe Pirrie         |                    |                         |
| Anthony Nutting                        |                    | Nicholas Burns       |                    |                         |
| Mestre da Household                    | Michael Bertenshaw | Michael Bertenshaw   |                    |                         |
| Edwina Mountbatten                     |                    | Lucy Russell         |                    |                         |
| Conolly Abel Smith                     |                    | Adrian Lukis         |                    |                         |
| Príncipe Andrew da Grécia e Dinamarca  |                    | Guy Williams         |                    |                         |
| Princesa Cecilie da Grécia e Dinamarca |                    | Leonie Benesch       | Leonie Benesch     |                         |
| Meryn Lewis                            |                    | Simon Paisley Day    |                    |                         |
| Dorothy Macmillan                      |                    | Sylvestra Le Touzel  |                    |                         |
| Elizabeth Cavendish                    |                    | Catherine Bailey     |                    |                         |
| Henry Herbert                          | Joseph Kloska      | Joseph Kloska        | John Hollingworth  |                         |
| Bob Boothby                            |                    | Paul Clayton         |                    |                         |
| Camilla Fry                            |                    | Yolanda Kettle       |                    |                         |
| Jeremy Fry                             |                    | Ed Cooper Clarke     |                    |                         |
| Dudley Moore                           |                    | Ryan Sampson         |                    |                         |
| John Profumo                           |                    | Tim Steed            |                    |                         |
| Freddie Bishop                         |                    | Robert Irons         |                    |                         |
| Jim OrrJovem Jim Orr                   |                    | Oliver Maltman       |                    |                         |
| Jim OrrJovem Jim Orr                   | Kit Redding        |                      |                    |                         |
| Alec Douglas-Home                      |                    | David Annen          |                    |                         |
| Stephen Ward                           |                    | Richard Lintern      |                    |                         |
| Equerry                                |                    |                      | Sam Phillips       | Sam Phillips            |
| Princesa Alice, Duquesa de Gloucester  |                    |                      | Penny Downie       | Penny Downie            |
| Winkie                                 |                    |                      | Alan Gill          |                         |
| Blinkie                                |                    |                      | Pippa Winslow      |                         |
| Tony Benn                              |                    |                      | Mark Dexter        |                         |
| Barbara Castle                         |                    |                      | Lorraine Ashbourne |                         |
| Richard Crossman                       |                    |                      | Aden Gillett       |                         |
| Marcia Williams                        |                    |                      | Sinéad Matthews    |                         |
| George Thomas                          |                    |                      | David Charles      |                         |
| George Thomson                         |                    |                      | Stuart McQuarrie   |                         |
| Sydney Johnson                         |                    |                      | Connie M'Gadzah    |                         |
| Príncipe Edward                        |                    |                      | Sidney Jackson     | Angus Imrie             |
| Príncipe Andrew, Duque de Iorque       |                    |                      | Marlo Woolley      | Tom Byrne               |
| Mark Thatcher                          |                    |                      |                    | Freddie Fox             |
| Carol Thatcher                         |                    |                      |                    | Rebecca Humphries       |
| Edward Adeane                          |                    |                      |                    | Richard Goulding        |
| Virginia Pitman                        |                    |                      |                    | Letty Thomas            |
| Carolyn Pride                          |                    |                      |                    | Allegra Marland         |
| Anne Bolton                            |                    |                      |                    | Flora Higgins           |
| Mark Phillips                          |                    |                      |                    | Geoffrey Breton         |
| Bernard Ingham                         |                    |                      |                    | Kevin McNally           |
| Geoffrey Howe                          |                    |                      |                    | Paul Jesson             |
| Jim Prior                              |                    |                      |                    | Nicholas Day            |
| Quintin Hogg, Lorde Hailsham           |                    |                      |                    | Richard Syms            |
| Christopher Soames                     |                    |                      |                    | Peter Pacey             |
| John Nott                              |                    |                      |                    | Paul Bigley             |
| Willie Whitelaw                        |                    |                      |                    | Don Gallagher           |
| Francis Pym                            |                    |                      |                    | Guy Siner               |
| Ruth, Lady Fermoy                      |                    |                      |                    | Georgie Glen            |
| John Moore                             |                    |                      |                    | Dugald Bruce-Lockhart   |
| Wendy Mitchell                         |                    |                      |                    | Judith Paris            |
| Charles Powell                         |                    |                      |                    | Dominic Rowan           |
| Sir Shridath Ramphal                   |                    |                      |                    | Tony Jayawardena        |
| Sarah Lindsay                          |                    |                      |                    | Alana Ramsey            |
| Princesa Sarah, Duquesa de Iorque      |                    |                      |                    | Jessica Aquilina        |
| Patrick Jephson                        |                    |                      |                    | Tom Turner              |
| Dickie Arbiter                         |                    |                      |                    | David Phelan            |
| Mordomo                                |                    |                      |                    | Daniel Fraser           |
| Príncipe William                       |                    |                      |                    | Elliott e Jasper Hughes |
| Príncipe William                       | Lucas Barber-Grant |                      |                    |                         |
| Príncipe Harry                         |                    |                      |                    | Arran Tinker            |

### Convidados
Os seguintes membros do elenco apareceram em um único episódio dentro de uma temporada.
| 1ª                                             | 2ª                | 3ª                     | 4ª                    |                     |
| Charles Wilson, 1.º Barão Moran                | Nicholas Jones    |                        |                       |                     |
| Príncipe Ernest Augustus von Hanover           | Daniel Betts      |                        |                       |                     |
| Mary                                           | Samantha Baines   |                        |                       |                     |
| Thurman                                        | Anthony Flanagan  |                        |                       |                     |
| Nancy Lewis                                    | Clare Foster      |                        |                       |                     |
| Tony Longdon                                   | Ed Stoppard       |                        |                       |                     |
| Baron Nahum                                    | Julius D'Silva    | Julius D'Silva         |                       |                     |
| Mary Charteris                                 | Jo Herbert        | Jo Herbert             |                       |                     |
| John Foster Dulles                             | Garrick Hagon     |                        |                       |                     |
| Professor Hogg                                 | Alan Williams     |                        |                       |                     |
| Henry Marten                                   | Michael Cochrane  |                        |                       |                     |
| Norman Hartnell                                | Richard Clifford  | Richard Clifford       |                       |                     |
| Comandante Vyner                               | David Yelland     |                        |                       |                     |
| Lady Doris                                     | Caroline Goodall  |                        |                       |                     |
| Imbert-Terry                                   | John Standing     |                        |                       |                     |
| Kathleen Sutherland                            | Amelia Bullmore   |                        |                       |                     |
| Jean Wallop                                    | Andrea Deck       |                        |                       |                     |
| Gamal Abdel Nasser                             | Amir Boutrous     | Amir Boutrous          |                       |                     |
| Judy Montagu                                   | Abigail Parmenter | Abigail Parmenter      |                       |                     |
| Galina Ulanova                                 |                   | Aliya Tanikpaeva       |                       |                     |
| Christian Pineau                               |                   | Sam Spiegel            |                       |                     |
| David Ben-Gurion                               |                   | Hugh Futcher           |                       |                     |
| Helen King                                     |                   | Mirrah Foulkes         |                       |                     |
| Doutor Evans                                   |                   | Terrence Hardiman      |                       |                     |
| Bispo de Norwich                               |                   | David Roper            |                       |                     |
| Dwight D. Eisenhower                           | —                 | Matthew Marsh          |                       |                     |
| Tony Blair                                     |                   | Bertie Carvel          |                       |                     |
| Humphrey                                       |                   | Miles Jupp             |                       |                     |
| Gloria                                         |                   | Anne Lambton           |                       |                     |
| George Allen                                   |                   | Miles Richardson       |                       |                     |
| Metcalfe Frutado                               |                   | Gareth Marks           |                       |                     |
| Vita Sackville-West                            |                   | Janet Henfrey          |                       |                     |
| John Wheeler-Bennett                           |                   | Tristan Sturrock       |                       |                     |
| Margaret Lambert                               |                   | Stella Gonet           |                       |                     |
| Baba Metcalfe                                  |                   | Rebecca Saire          |                       |                     |
| Adolf Hitler                                   |                   | Daniel Philpott        |                       |                     |
| Senhora Rosse                                  |                   | Anna Chancellor        |                       |                     |
| Kwame Nkrumah                                  |                   | Danny Sapani           |                       |                     |
| Patrick Plunket                                |                   | Sam Crane              |                       |                     |
| Robert F. Kennedy                              |                   | Julian Ovenden         |                       |                     |
| Leonid Brejnev                                 |                   | James Borthwick        |                       |                     |
| Lee Radziwill                                  |                   | Skye Hallam            |                       |                     |
| Stanisław Radziwill                            |                   | James Garnon           |                       |                     |
| Charles de Gaulle                              |                   | Jacques Boudet         |                       |                     |
| Georg Donatus, Grão-Duque Hereditário de Hesse |                   | August Wittgenstein    |                       |                     |
| Princesa Sophie da Grécia e Dinamarca          |                   | Eliza Sodró            |                       |                     |
| Iain Tennant                                   |                   | Lewis MacLeod          |                       |                     |
| Peter Beck                                     |                   | Michael Fenton Stevens |                       |                     |
| Stephen Ward                                   |                   | Richard Lintern        |                       |                     |
| Jonathan Miller                                |                   | Josh Lacey             |                       |                     |
| Alan Bennett                                   |                   | Seb Carrington         |                       |                     |
| Princesa Marina, Duquesa de Kent               |                   | Clare Holman           |                       |                     |
| Christine Keeler                               |                   | Gala Gordon            |                       |                     |
| Anthony Blunt                                  |                   |                        | Samuel West           |                     |
| Martin Furnival Jones                          |                   |                        | Angus Wright          |                     |
| Michael Straight                               |                   |                        | Paul Hilton           |                     |
| Mary Wilson                                    |                   |                        | Teresa Banham         |                     |
| James Jesus Angleton                           |                   |                        | Anthony Brophy        |                     |
| Patrick Dean                                   |                   |                        | Michael Simkins       |                     |
| C. Marvin Watson                               |                   |                        | Martin McDougall      |                     |
| Lady Bird Johnson                              |                   |                        | Suzanne Kopser        |                     |
| Fred Phillips                                  |                   |                        | Richard Harrington    |                     |
| Gwen Edwards                                   |                   |                        | Gwyneth Keyworth      |                     |
| John Armstrong                                 |                   |                        | Colin Morgan          |                     |
| Cronos                                         |                   |                        | Miltos Yerolemou      |                     |
| Marquis Childs                                 |                   |                        | Nigel Whitmey         |                     |
| Lawrence E. Spivak                             |                   |                        | Colin Stinton         |                     |
| Cecil Harmsworth King                          |                   |                        | Rupert Vansittart     |                     |
| Cecil Boyd-Rochfort                            |                   |                        | Julian Glover         |                     |
| Alec Head                                      |                   |                        | Philippe Smolikowski  |                     |
| Arthur B. Hancock Jr.                          |                   |                        | John Finn             |                     |
| Silvia Millward                                |                   |                        | Nia Roberts           |                     |
| Thomas Parry                                   |                   |                        | David Summer          |                     |
| Richard Dimbleby                               |                   |                        | Henry Dimbleby        |                     |
| Ben Bowen Thomas                               |                   |                        | Alan David            |                     |
| Neil Armstrong                                 |                   |                        | Henry Pettigrew       |                     |
| Buzz Aldrin                                    |                   |                        | Felix Scott           |                     |
| Michael Collins                                |                   |                        | Andrew-Lee Potts      |                     |
| Cliff Michelmore                               |                   |                        | Fred Broom            |                     |
| Patrick Moore                                  |                   |                        | Daniel Beales         |                     |
| Padre Miguel                                   |                   |                        | Kevin Eldon           |                     |
| Kenneth Harris                                 |                   |                        | Mateus Baldwin        |                     |
| Imperador Hirohito                             |                   |                        | Togo Igawa            |                     |
| Arthur Scargill                                |                   |                        | David Wilmot          |                     |
| Ann Parker Bowles                              |                   |                        | Judith Alexander      |                     |
| Major Bruce Shand                              |                   |                        | Robert Benedetti-Hall |                     |
| Rosalind Shand                                 |                   |                        | Nesba Crenshaw        |                     |
| Joe Gormle                                     |                   |                        | Richard Walsh         |                     |
| Lucy Lindsay-Hogg                              |                   |                        | Jessica De Gouw       |                     |
| Lady Anne Tennant                              |                   |                        | Nancy Carroll         | Nancy Carroll       |
| Bodley Scott                                   |                   |                        | Martin Wimbush        |                     |
| Alastair Burnet                                |                   |                        | Dan Skinner           |                     |
| John Betjeman                                  |                   |                        | Tim Bentinck          |                     |
| Lady Sarah Spencer                             |                   |                        |                       | Isobel Eadie        |
| Patricia Knatchbull                            |                   |                        |                       | Harriet Benson      |
| Doreen Knatchbull, Baronesa Viúva de Brabourne |                   |                        |                       | Valerie Sarruf      |
| Timothy Knatchbull                             |                   |                        |                       | Brandon Whitt       |
| Nicholas Knatchbull                            |                   |                        |                       | Evan Whitt          |
| John Knatchbull, Lorde Brabourne               |                   |                        |                       | Mark Carlisle       |
| Thomas McMahon                                 |                   |                        |                       | Mark Brennan        |
| Laurens van der Post                           |                   |                        |                       | Roy Sampson         |
| Anne-Charlotte Verney                          |                   |                        |                       | Karina Orr          |
| Almirante Henry Leach                          |                   |                        |                       | Douglas Reith       |
| Graham Evans                                   |                   |                        |                       | Adam Fitzgerald     |
| Hazel Hawke                                    |                   |                        |                       | Naomi Allisstone    |
| Penélope Carter                                |                   |                        |                       | Gemma Jones         |
| Katherine Bowes-Lyon                           |                   |                        |                       | Trudie Emery        |
| Nerissa Bowes-Lyon                             |                   |                        |                       | Pauline Hendrickson |
| Hardy Amies                                    |                   |                        |                       | Peter Symonds       |
| Wayne Sono                                     |                   |                        |                       | Jay Webb            |
| James Hewitt                                   |                   |                        |                       | Daniel Donskoy      |
| Elspeth Howe                                   |                   |                        |                       | Lin Sagovsky        |
| Margaret Heagarty                              |                   |                        |                       | Annette Badland     |
| Kenneth Clarke                                 |                   |                        |                       | Nick Wymer          |
| Michael Howard                                 |                   |                        |                       | Al Barclay          |
| Norman Lamont                                  |                   |                        |                       | Keith Chopping      |
| Peter Lilley                                   |                   |                        |                       | Martin Fisher       |
| John Major                                     |                   |                        |                       | Marc Ozall          |
| Cecil Parkinson                                |                   |                        |                       | Duncan Duff         |
| Chris Patten                                   |                   |                        |                       | Oliver Milburn      |
| Malcolm Rifkind                                |                   |                        |                       | Michael Mears       |
| Bernard Weatherill                             |                   |                        |                       | Stephen Greif       |